# Galindo Garcês
Galindo Garcês (m. depois de 839) nobre da Alta Idade Média do Reino de Aragão, foi o filho de Garcia I Galíndez e de sua primeira esposa, Matrona, filha de Aznar I Galíndez. É possivel que succediesse a seu pai no condado de Aragão, que depois foi recuperado por seu primo Galindo I Aznárez, filho de Aznar I Galíndez.
Foi casado com Guldregut com quem aparece em 25 de Novembro de 828/833 no Mosteiro de São Pedro de Siresa fazendo uma doação de umas propriedades e confirma como ego, Galindo comes, filius garsiani nectnot et coniux mea Guldreguth..